# Josy Barthel
Joseph "Josy" Barthel, (Mamer, Luxembourg, 24. travnja 1927. – Luxembourg, Luksemburg, 7. srpnja 1992.) bio je luksemburški srednjeprugaš. Olimpijski je pobjednik na utrci na 1500 m 1952. godine.
Osim atletike, Josy Barthel je imao uspješnu karijeru i na područjima kemije i politike.

## Karijera
Rođen u luksemburškom Mameru, Barthelove mogućnosti kao srednjeprugaša otkrivene su tokom 2. svjetskog rata. Prvi veliki rezultat bila mu je pobjeda na 800 m na Svjetskom vojnom prvenstvu u Berlinu 1947. Sljedeće godine, na Svjetskom vojnom prvenstvu u Bruxellesu, osvojio je zlata na 800 i 1500 m.
Na Olimpijskim igrama u Londonu 1948., Barthel je u finalu istrčao deveto vrijeme. Također, trkač pobjeđuje na Svjetskim studentskim prvenstvima 1949. (1500 m) i 1951. (800 i 1500 m).
Na Olimpijskim igrama u Helsinkiju 1952., Josy Barthel iznenađuje sve, i pobjeđuje u finalu utrke na 1500 m te osvaja prvo (i zasad jedino) luksemburško olimpijsko zlato. Naime, Luksemburžanin Michel Théato je na Olimpijadi 1900. pobijedio na utrci maratona. Međutim, jer je Théato tada nastupao pod zastavom Francuske, njegov uspjeh se pripisuje kao francuski olimpijski uspjeh.
Sudjelovao je i na Olimpijskim igrama u Melbourneu 1956., ali nije ostvario zapažen rezultat. Završetkom olimpijade, povukao se iz atletike kao sportaš. Od 1946. do 1956. Barthel je u svojoj zemlji bio deseterostruki uzastopni državni prvak na utrkama na 800 i 1500 m.

### Rezultat olimpijskog finala 1952.
| RANG | IME ATLETIČARA | FINALE |
| ---- | -------------- | ------ |
|      | Josy Barthel   | 3:45.1 |
|      | Bob McMillen   | 3:45.2 |
|      | Werner Lueg    | 3:45.4 |

## Život nakon prekida karijere
1962. Josy Barthel postaje predsjednik Luksemburškog atletskog saveza. Od 1973. do 1977. bio je predsjednik Luksemburškog olimpijskog odbora. Uz to, Bartehl je bio član luksemburške vlade.
Zbog bolesti, Joseph Barthel umire u istoimenom, glavnom luksemburškom gradu Luxembourgu 7. srpnja 1992.

## Počasti
U čast Josephu Barthelu, nazvan je nacionalni stadion Luksemburške nogometne reprezentacije - Stade Josy Barthel. Također, po njemu je nazvana i jedna tehnička škola na jugozapadu zemlje - Lycée Technique Josy Barthel.

## Kontroverza
2006. sportski novinar Erik Eggers je u njemačkim novinama Der Tagesspiegel optužio Barthela za korištenje dopinga. Eggers je citirao njemačkog liječnika Oskara Wegenera koji je istraživao uporabu metamfetamina i drugih dopinških supstanci u sportu, tokom 1950-ih. Sam Wegener je snažno odbijao Eggersove izjave, tvrdeći da Barthel nema nikakvih poveznica s dopingom. Kontrola uporabe nedozvoljenih dopinških supstanci kod sportaša, započela je tek 1960-ih.

## Osvojeni trofeji
| OSVOJENI TROFEJI | OSVOJENI TROFEJI | OSVOJENI TROFEJI          | OSVOJENI TROFEJI | OSVOJENI TROFEJI |
| Godina           | Mjesto           | Turnir                    | Utrka            | Uspjeh           |
| ---------------- | ---------------- | ------------------------- | ---------------- | ---------------- |
| 1946. – 1956.    | Luxembourg       | Državno prvenstvo         | 800 m            | Zlato            |
| 1946. – 1956.    | Luxembourg       | Državno prvenstvo         | 1500 m           | Zlato            |
| 1947.            | Berlin           | Svj. vojno prvenstvo      | 800 m            | Zlato            |
| 1948.            | Bruxelles        | Svj. vojno prvenstvo      | 800 m            | Zlato            |
| 1948.            | Bruxelles        | Svj. vojno prvenstvo      | 1500 m           | Zlato            |
| 1949.            | - - -            | Svj. studentsko prvenstvo | 1500 m           | Zlato            |
| 1951.            | - - -            | Svj. studentsko prvenstvo | 800 m            | Zlato            |
| 1951.            | - - -            | Svj. studentsko prvenstvo | 1500 m           | Zlato            |
| 1952.            | Helsinki         | Olimpijske igre           | 1500 m           | Zlato            |